# Achille De Bassini
Achille De Bassini (Milano, 5 maggio 1819 – Cava de' Tirreni, 3 luglio 1881) è stato un baritono italiano.

## Biografia
Particolarmente noto per le interpretazioni delle opere di Verdi, fu il primo interprete dei personaggi di Francesco Foscari ne I due Foscari (1844), di Pasha Seid ne Il corsaro (1848), di Miller in Luisa Miller (1849) e di Fra Melitone ne La forza del destino (1862). Verdi scrisse a De Bassini il 26 ottobre 1861 per Fra Melitone: “Io ho una parte per te, se la vorrai accettare, buffa, graziosissima, ed è quella di Fra Melitone. Ti starà a pennello ed io l'ho identificata alla tua persona. Non che tu sia buffone, ma hai una certa vena scherzevole, che quadra perfettamente col personaggio che ti ho destinato, previa la tua approvazione”.
De Bassini divenne anche ottimo interprete di Don Carlo nell'Ernani (1844 e 1845), Ezio nell'Attila (opera) (1846) e Gusmano nell'Alzira (Verdi) (1847).
Bassini nacque e studiò a Milano, e il suo debutto fu probabilmente a Voghera nel 1837 come protagonista del Belisario di Donizetti. 
E' Malatesta in Don Pasquale diretto da Eugenio Cavallini il 17 aprile 1843 al Teatro alla Scala di Milano ed il giorno seguente al Teatro d'Angennes di Torino.
Nonostante la sua inclinazione ad interpretare personaggi nobili e sofferenti, Verdi ne riconobbe le capacità anche nei ruoli umoristici e ideò per lui il personaggio di Fra Melitone. Cantò in tutta l'Italia e fra il 1852 e il 1863 anche a San Pietroburgo. Nel 1859 debuttà al Covent Garden di Londra.
Bassini si sposò col soprano Rita Gabussi. Anche il loro figlio, Alberto De Bassini, fu cantante d'opera, prima come tenore, e in seguito come baritono.

## Ruoli creati
- Conte Caserta ne Manfredi re delle due Sicilie di Natale Perelli (compositore), Carlo Pratolongo (librettista) (12 marzo 1839, Teatro Re, Pavia)
- Francesco Foscari ne I due Foscari di Verdi (3 novembre 1844, Roma)
- Don Ferdinando in Estella di Murcia di Ricci (21 febbraio 1846, Milano)
- Seid ne Il corsaro di Verdi (25 ottobre 1848, Trieste)
- Miller in Luisa Miller di Verdi (8 dicembre 1849, Napoli)
- Giasone in Medea di Mercadante (1 marzo 1851, Napoli)
- Arturo in Malvina di Scozia di Pacini (27 dicembre 1851, Napoli)
- Fra Melitone ne La forza del destino di Verdi (10 novembre 1862, San Pietroburgo)
- Arnaldo in Celinda di Petrella (11 marzo 1865, Napoli)